# Neuwiedia zollingeri
Neuwiedia zollingeri är en orkidéart som beskrevs av Heinrich Gustav Reichenbach. Neuwiedia zollingeri ingår i släktet Neuwiedia och familjen orkidéer.

## Underarter
Arten delas in i följande underarter:
- N. z. javanica
- N. z. zollingeri

## Bildgalleri